# Jonas Omlin
Jonas Omlin, född 10 januari 1994, är en schweizisk fotbollsmålvakt som spelar för Borussia Mönchengladbach.

## Klubbkarriär
Den 12 augusti 2020 värvades Omlin av franska Montpellier. Den 19 januari 2023 värvades Omlin av tyska Borussia Mönchengladbach, där han skrev på ett 4,5-årskontrakt.

## Landslagskarriär
Omlin debuterade för Schweiz landslag den 7 oktober 2020 i en 2–1-förlust mot Kroatien.